# سهراب یزدانی مقدم
سهراب یزدانی مقدم (۱۳۲۸— ) تاریخ‌نگار و استاد دانشگاه ایرانی است. وی دارای مدرک دکترای جامعه‌شناسی سیاسی از دانشگاه کیل انگلستان است و به صورت تخصصی در زمینه تاریخ مشروطه فعالیت می‌کند.

## سرگذشت
سهراب یزدانی در سال ۱۳۲۸ در بندر انزلی متولد شد. او در سال ۱۳۵۰ در رشته علوم سیاسی از دانشگاه ملی ایران (شهید بهشتی) فارغ‌التحصیل شد و برای ادامه تحصیل به انگلستان رفت. یزدانی در سال ۱۳۵۶ موفق شد مدرک کارشناسی ارشد خود را در رشته تاریخ اروپا دریافت کند. او مدرک دکترای خود را در رشته جامعه‌شناسی سیاسی در سال ۱۳۶۱ از دانشگاه کیل انگلستان دریافت کرد. او استاد بازنشسته دانشگاه تربیت معلمو یکی از شاخص ترین چهره های علمی تاریخنگاری معاصر ایران و به ویژه عصر مشروطیت است.

## آثار
عمده آثار یزدانی در زمینه جنبش مشروطه نوشته شده‌است. کتاب اجتماعیون عامیون در ششمین دوره جایزه ادبی جلال آل احمد شایسته تقدیر شناخته شد.
| عنوان                      | سال انتشار | انتشارات      | شابک              | منبع  |
| -------------------------- | ---------- | ------------- | ----------------- | ----- |
| کسروی و تاریخ مشروطه ایران | ۱۳۷۶       | نشر نی        | ۹۷۸-‎۹۶۴-۳۱۲-۳۴۴-۴‬‬ | [ ۳ ] |
| صور اسرافیل: نامه آزادی    | ۱۳۸۶       | نشر نی        | ۹۶۴-۳۱۲-۹۱۵-۲     | [ ۴ ] |
| مجاهدان مشروطه             | ۱۳۸۸       | نشر نی        | ۹۷۸-۹۶۴-۱۸۵-۰۸۳-۰ | [ ۵ ] |
| اجتماعیون عامیون           | ۱۳۹۲       | نشر نی        | ۹۷۸-۹۶۴-۱۸۵-۲۰۴-۹ | [ ۶ ] |
| کودتاهای ایران             | ۱۳۹۵       | انتشارات ماهی | ۹۷۸-۹۶۴-۲۰۹-۰۰۴-۴‬ | [ ۷ ] |

## دیدگاه‌ها
به باور یزدانی، عوامل کودتاها در ایران لزوما سرسپرده بیگانگان نبوده‌اند و اهداف، اندیشه‌ها و سوداهای سیاسی خود را داشته‌اند. اما در عین حال برای برتری غیرقانونی بر رقبای خود، از قدرت‌های خارجی کمک می‌گرفته‌اند تا بتوانند روند قدرت گرفتنشان را تسریع کنند. وی همچنین معتقد است که همه کودتاهای ایران واپسگرایانه و در جهت تضعیف طبقه متوسط، حفظ نظم‌های کهن و شکست جنبش‌های اجتماعی بوده‌اند.